# Paramartyria bimaculella
Paramartyria bimaculella là một loài bướm đêm thuộc họ Micropterigidae. Nó được Issiki miêu tả năm 1931. Loài này có ở Đài Loan.